# Aérodrome de Mora-Siljan
L'aérodrome de Mora–Siljan (code IATA : MXX • code OACI : ESKM), est situé à environ 7 km au sud-ouest de Mora, en Suède. 
Le nombre de passagers a chuté de façon spectaculaire en passant de 50 000 passagers annuels dans les années 1980 à 7 000 au cours des dernières années, à la suite d'une tendance expérimentée au cours de cette période par tous les aérodromes et petits aéroports suédois Le trafic passagers a quasiment cessé concomitamment à la fondation de l'Aéroport des montagnes de Scandinavie.

## Situation

### Carte des aéroports de Suède
| \| 50 km1:2 974 000 \| Montagnes · Sälen Ängelholm–Helsingborg Åre Östersund Arvidsjaur Borlänge Gällivare Göteborg-Landvetter Hagfors Halmstad Hemavan Tärnaby Jönköping Kalmar Karlstad Kiruna Kramfors-Sollefteå Linköping Luleå Lycksele Malmö Mora-Siljan Norrköping Örnsköldsvik Örebro Pajala Ronneby Skellefteå Stockholm-Arlanda Stockholm-Bromma Stockholm-Skavsta Stockholm-Västerås Sundsvall-Timrå Sveg Torsby Trollhättan–Vänersborg Umeå Växjö Vilhelmina Visby |
| 50 km1:2 974 000 |

## Statistiques
Pour des raisons techniques, il est temporairement impossible d'afficher le graphique qui aurait dû être présenté ici.

Voir la requête brute et les sources sur Wikidata.